# Jessica Mila
Jessica Mila Agnesia (n. 3 de agosto de 1992 en Langsa, Aceh), es una modelo, actriz y cantante indonesia, su padre pertenece a la étnica de los javaneses y su madre es de Manado de ascendencia alemana. Ella se graduó de la Universidad de Binus en Yakarta, la capital de Indonesia y su carrera artística comenzó a partir del 2002.

## Filmografía

### Cine
- Slank Nggak Ada Matinya (2013)
- Marmut Merah Jambu (2014)
- Surga Di Telapak Kaki Ibu (2016)
- Pacarku Anak Koruptor (2016)
- Dubsmash (2016)
- Koala Kumal (2016)
- Jones Jomblo Ngenes (2016)
- Mata Batin (2017)
- Mata Dapu Kupi-Ku (2018)

### Dramas y series de televisión
- Cinta SMU (2002)
- Sentuh Hatiku (2007)
- Sujudku (2007)
- Candy (2007)
- Alisa (2008)
- Sekar (2008)
- Nikita (2009)
- Manohara (2009)
- Doa dan Karunia (2009)
- Putri Yang Ditukar (2010)
- Dia Jantung Hatiku (2010)
- Air Mata Ummi (2012)
- Yusra dan Yumna (2012)
- Oh Ternyata (2012)
- Tendangan Dari Langit The Series (2013)
- Malam Minggu Miko (2013)
  - Episodio: Webcam Bareng Disty
  - Episodio: Webcam Disty Lagi
- Ganteng Ganteng Serigala (2014)
- Ganteng Ganteng Serigala Returns (2015)
- Detak Cinta (2016)
- Boy (2017)

### FTV
- Hatiku Tercopet Ustadz (2013)
- Hatiku Ngetem Di Pondok Labu (2013)
- Pangeran Lele (2013)
- Mawar Berduri Duka (2013)
- Panggilan Tak Terjawab (2013)
- Sarjana Marbot Cintaku (2013)
- Bangsal 7 (2014)
- Lukisan Merah (2014)
- Bapakku Jago Karate (2014)
- Gadis Taman Kota (2014)

## Anuncios publicitarios
- Pucelle
- Surf
- Marina Skin Care
- Sampoerna (2011)
- Campina Ice Cream (2014)
- Oppo Electronics (with Kevin Julio special Drama TV Series Ganteng Ganteng Serigala at 2014)
- Fable Cologne (2015) with Al Ghazali
- Berrybenka (2015)
- Matahari Department Store (2015)
- Fair & Lovely (2015)
- Absolute (2015)
- Mirai Ocha (2015)

## Discografía
- Selamanya Milikmu - with Pasto (2015)
- Teman Atau Kekasih - with Kevin Julio (2015)

### Videoclip
- Sheila on 7 - Pemuja Rahasia (2004) with Adul
- Frezia - Cinta Mati (2007)
- Maria Shandi - Sentuh Hatiku (2008)
- Calvin Jeremy - Dua Cinta Satu Hati (2010)
- Friday - Kuingin Dirimu (2013)

## TV Espectáculos
- Mission X - Trans TV
- Malam Minggu Miko - Kompas TV
- Celebrity On Vacation - Trans TV